# Rzeźby i pomniki w parku Skaryszewskim w Warszawie
W Parku Skaryszewskim im. Ignacego Jana Paderewskiego w Warszawie znajdują się następujące rzeźby i pomniki:

## Popiersie Ignacego Jana Paderewskiego
Popiersie Ignacego Jana Paderewskiego – popiersie autorstwa Stanisława Sikory, przed wejściem do parku.
Znajduje się przed główną aleją parku, przy wejściu od strony Ronda Waszyngtona. Ufundowany przez Janinę i Zbigniewa Porczyńskich. Popiersie odsłonięto w roku 1988.

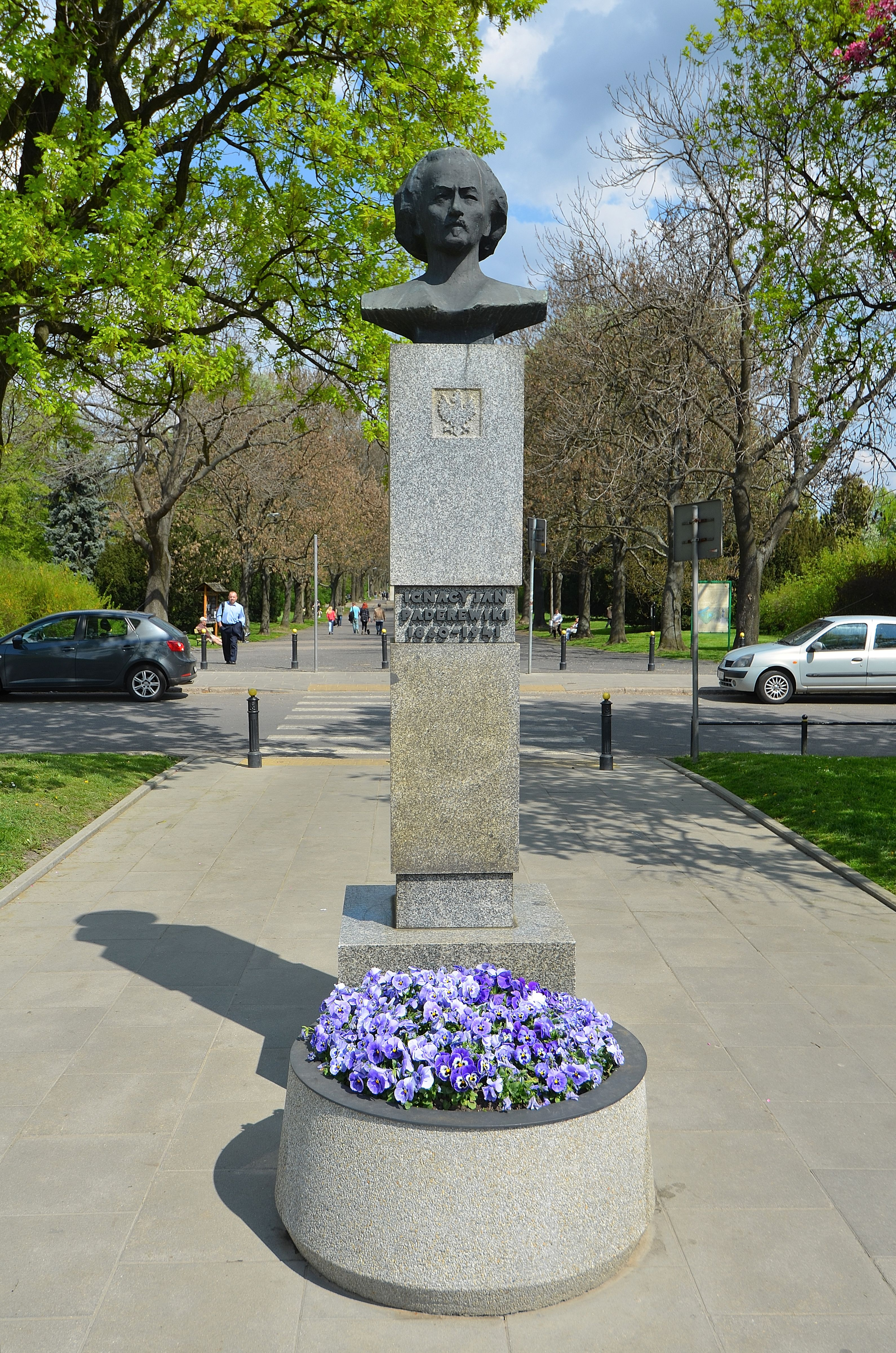
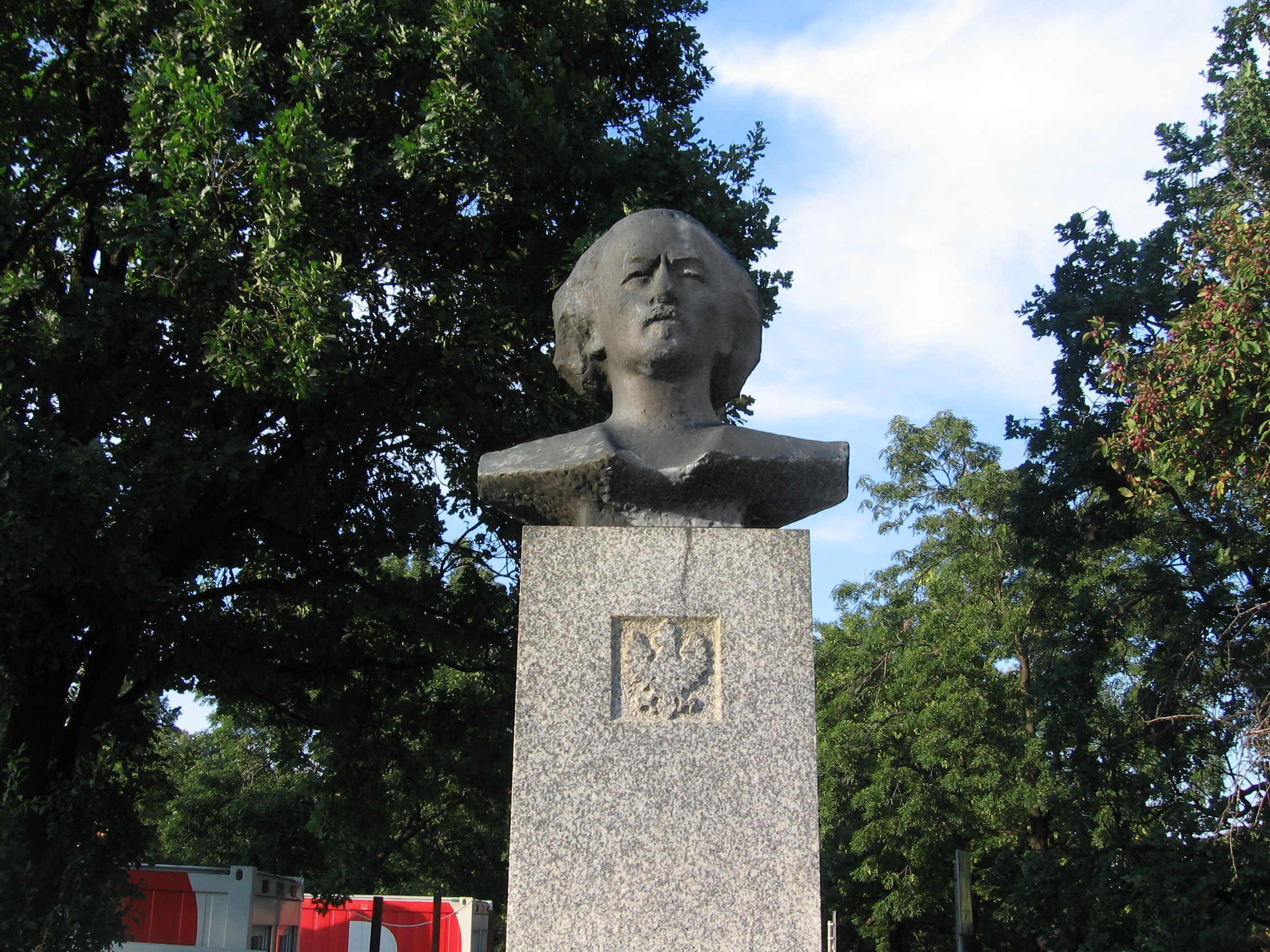
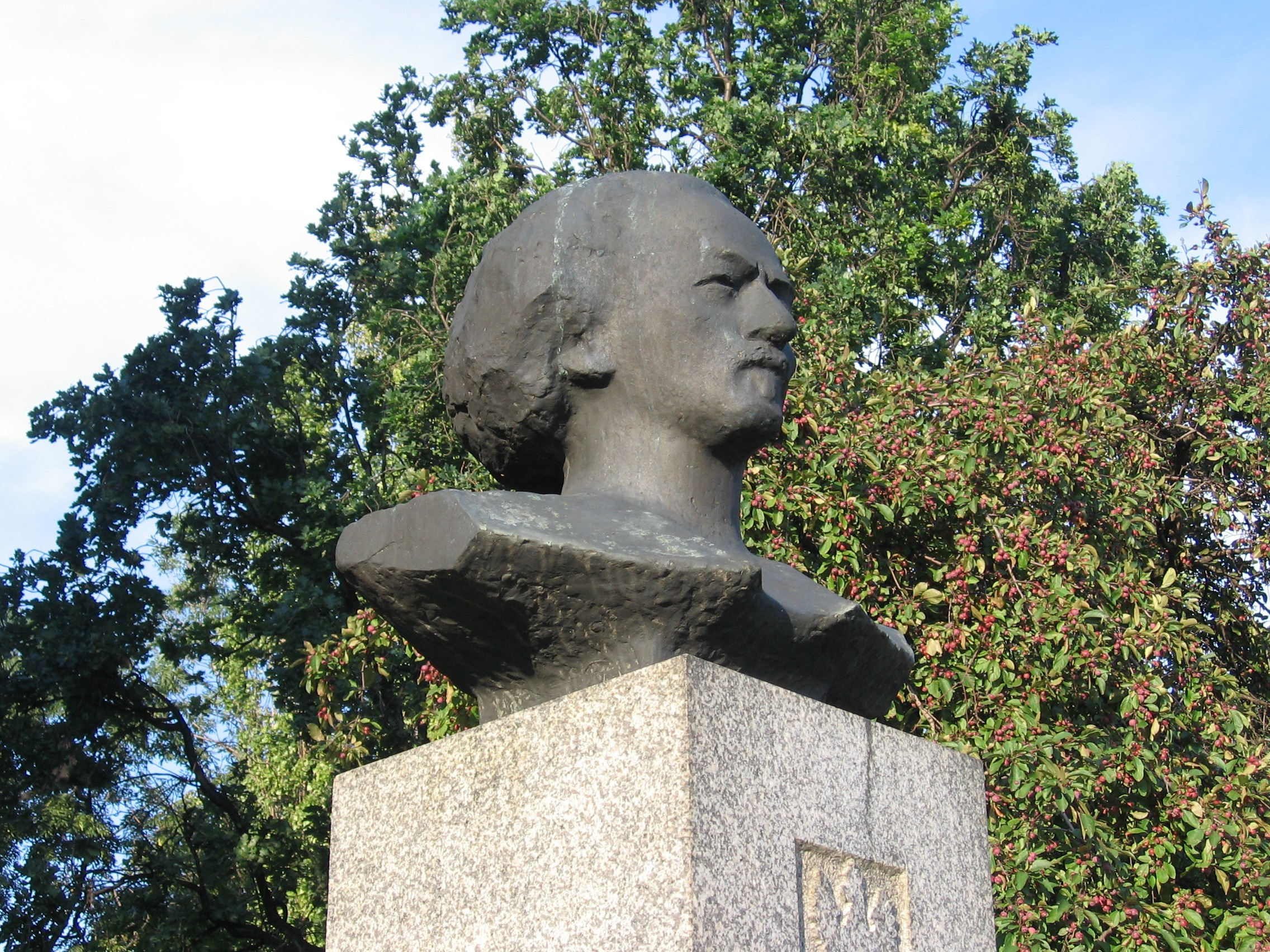

## Rytm
Rytm – rzeźba autorstwa Henryka Kuny.
Pierwsza z serii rzeźb powstała w roku 1922, wykonano ją z hebanowego drewna. Kolejna z wersji tej rzeźby zdobiła dziedziniec polskiego pawilonu na Międzynarodowej Wystawie Sztuki Dekoracyjnej w Paryżu w 1925. Rzeźba z roku 1925 odsłonięta w 1929 ustawiona jest nad jednym ze sztucznych jeziorek parku Skaryszewskiego. Na granitowych okładzinach cokołu znajdują się ślady po pociskach, prawdopodobnie pochodzące z pierwszych dni powstania warszawskiego. Na początku kwietnia 2007 zakończyła się jej kilkumiesięczna konserwacja, w czasie której konserwatorzy odkryli, że rzeźba w znacznej mierze wykonana jest z mosiądzu, nie zaś z brązu, jak się spodziewano.

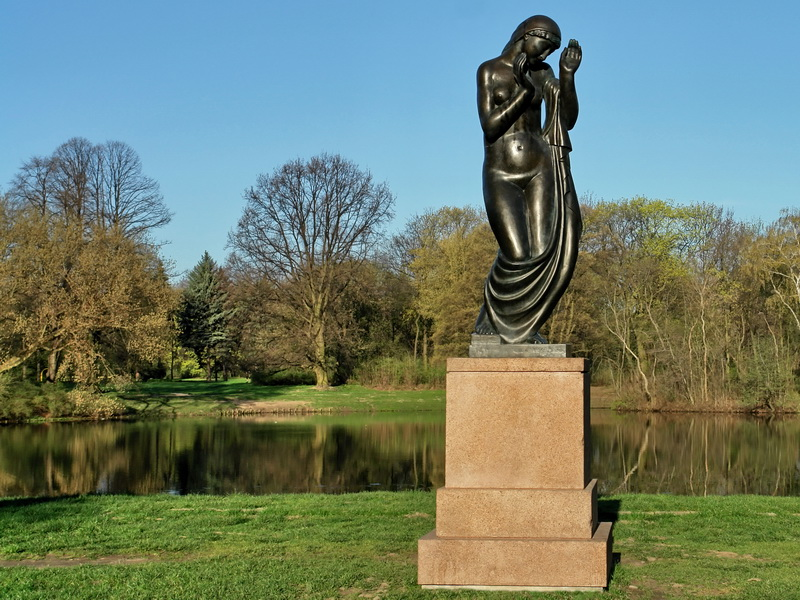
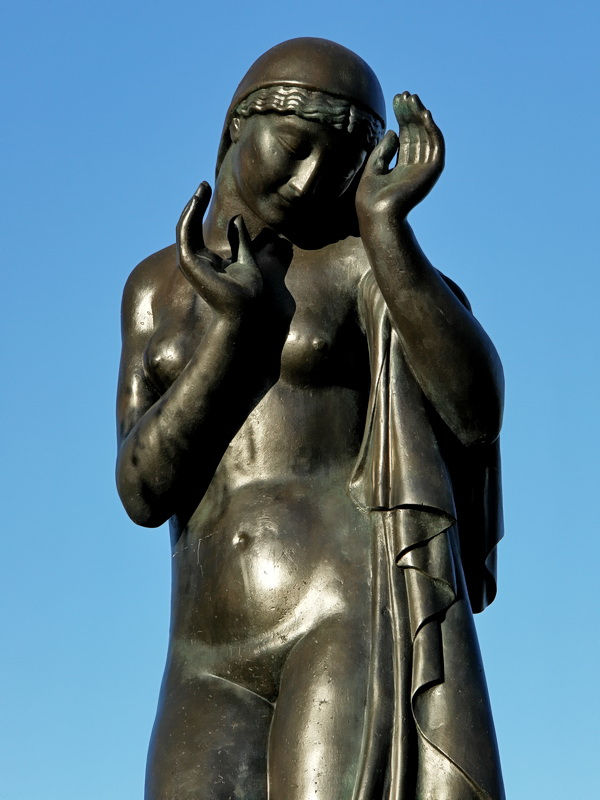

## Tancerka
Tancerka – rzeźba autorstwa Stanisława Jackowskiego odlana w pracowni ludwisarskiej braci Łopieńskich stojąca w parku Skaryszewskim w Warszawie.
Rzeźba z roku 1927 ustawiona jest w rozarium parku Skaryszewskiego.

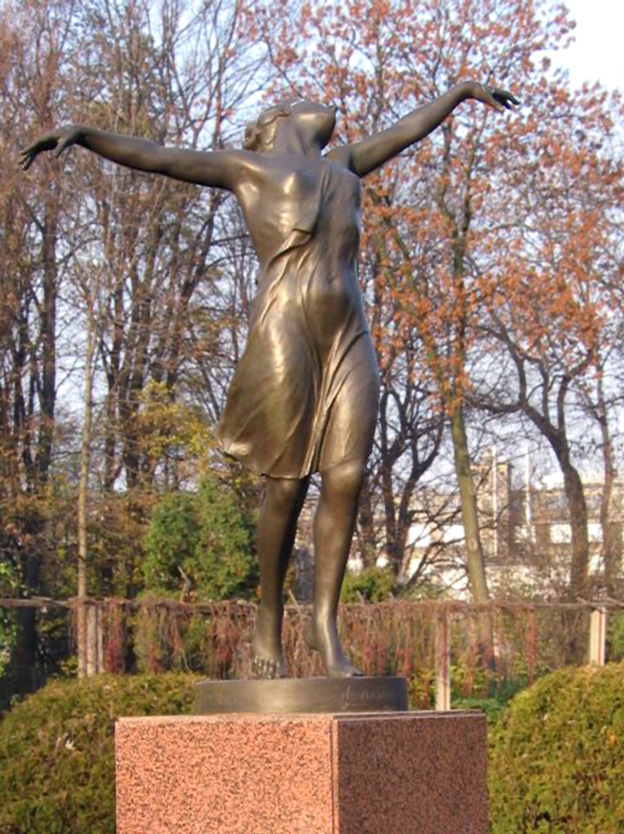

## Kąpiąca się
Kąpiąca się – rzeźba autorstwa Olgi Niewskiej.
Rzeźba została ustawiona na niewielkim wzniesieniu południowego brzegu Stawu Łabędziego. Mierzący 178 cm i ważącą prawie 500 kg odlew z brązu został wykonany na podstawie gipsowego odlewu, wystawionego w 1928 roku w Salonie Związku Zawodowego Polskich Artystów Plastyków w Warszawie.
Rzeźba otrzymała wówczas nagrodę miasta stołecznego Warszawy.
Rzeźba została odsłonięta 28 września 1929 roku, przez prezydenta Warszawy Zygmunta Słomińskiego.
W roku 1998 podczas nieudanej próby kradzieży została uszkodzona. Rzeźba została poddana konserwacji przez konserwatorów z Urzędu Wojewódzkiego Konserwatora Zabytków. Po 20 miesiącach od uszkodzenia wróciła na swoje miejsce.

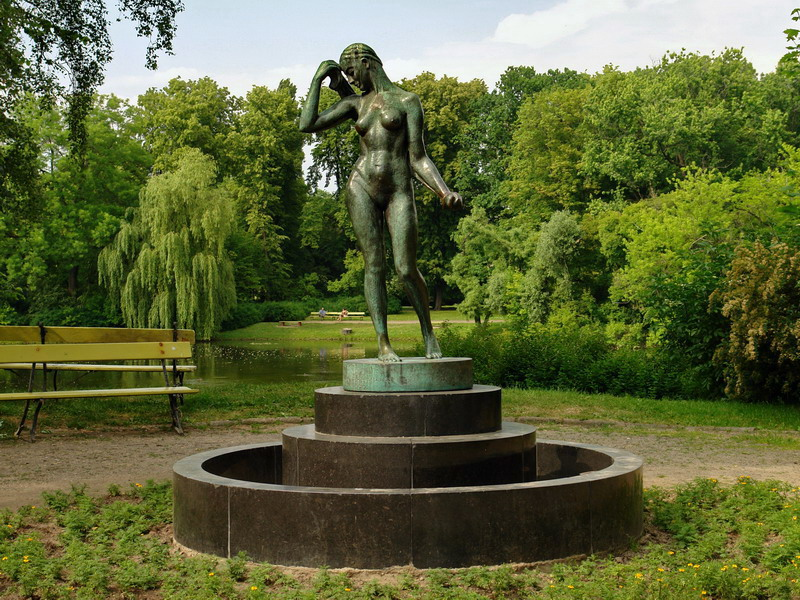
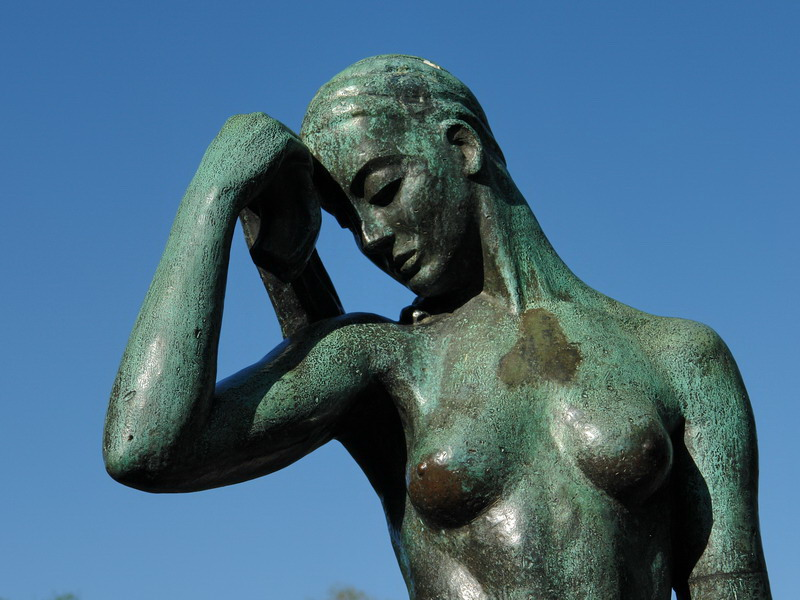

## Pomnik Edwarda Mandella House’a

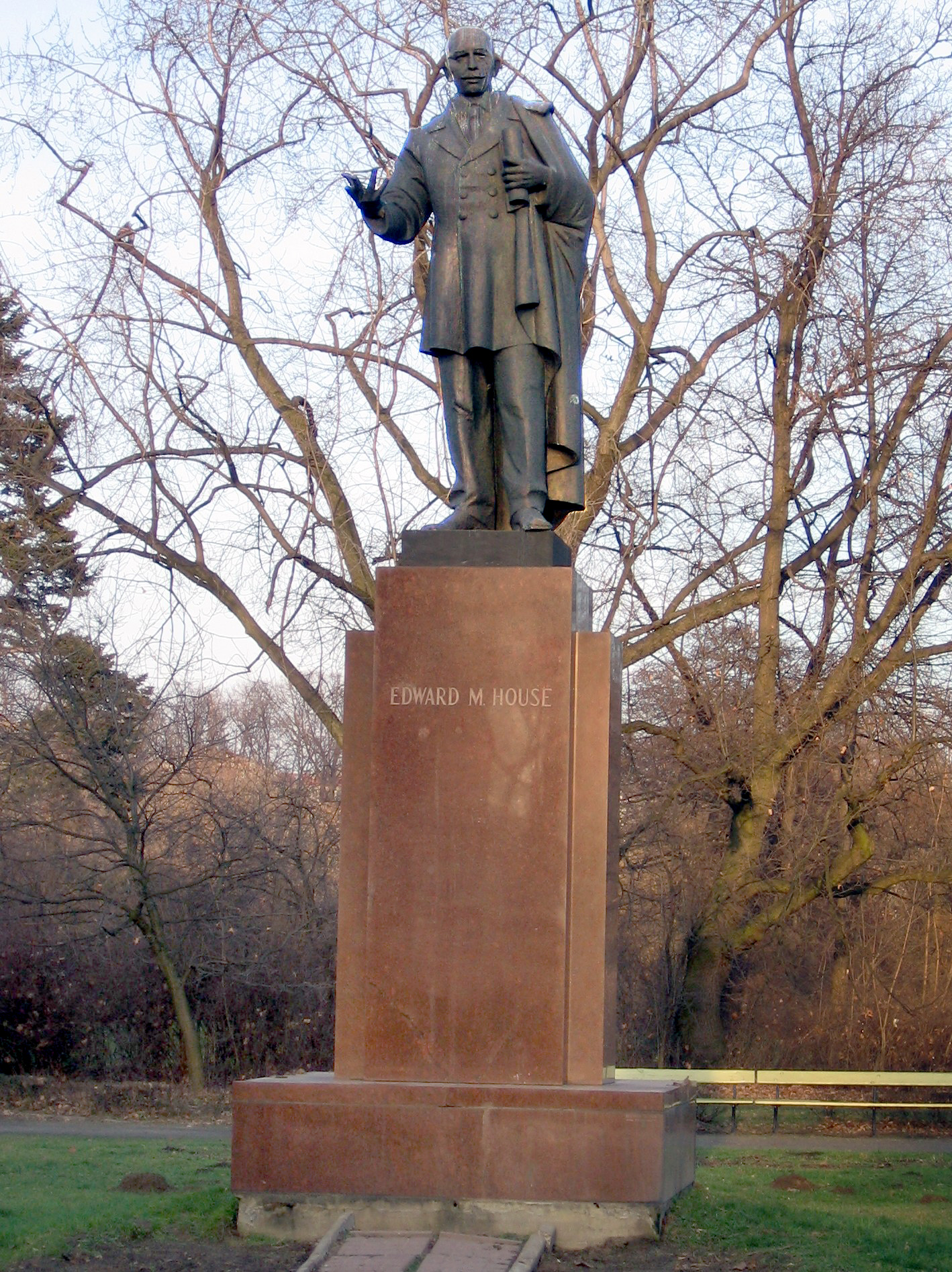
Pomnik Edwarda Mandella House’a

Pomnik Edwarda Mandella House’a został ufundowany przez Ignacego Jana Paderewskiego w roku 1932 dla uczczenia doradcy prezydenta USA Woodrowa Wilsona, który był współtwórcą paktu Ligi Narodów i orędownikiem Polski. Autorem pomnika był Franciszek Black.
Około 1951 pomnik został zniszczony. W roku 1991 został odbudowany z inicjatywy architekta Feliksa Ptaszyńskiego, Konserwatora Zabytków m.st. Warszawy. Rzeźbę zrekonstruował Marian Konieczny.
Napisy na pomniku:
Front
Strona lewa
PUŁKOWNIK EDWARD M. HOUSE

1858 – 1938

MĄŻ STANU U.S.A.

PRZYJACIEL POLSKI

POMNIK UFUNDOWANY PRZEZ

IGNACEGO JANA

PADEREWSKIEGO

W 1932 R.

ZNISZCZONY OKOŁO 1951 R.

ODBUDOWANY W 1991 R.

WSPÓLNYM WYSIŁKIEM

Strona prawa
SZLACHETNEMU

RZECZNIKOWI

## Płyta pamięci Poległych Lotników Brytyjskich 1944
Płyta pamięci Poległych Lotników Brytyjskich 1944 znajduje się na obrzeżu rozarium w pobliżu rzeźby „Tancerka”. Pomnik ma formę płyty przyczepionej do głazu.
Pomnik upamiętnia załogę bombowca Consolidated B-24 Liberator Brytyjskich Sił Powietrznych RAF. Członkowie załogi tego samolotu zginęli niosąc pomoc powstaniu warszawskiemu w nocy 14 sierpnia 1944 roku. Został odsłonięty 4 listopada 1988 roku przez Premier Wielkiej Brytanii Margaret Thatcher w obecności jedynego ocalałego członka załogi sierżanta Henry’ego Lloyda Lane.
Na pomniku znajdują się napisy po polsku i angielsku:
| W TYM MIEJSCU NOCĄ 14 SIERPNIA 1944 NIOSĄC POMOC POWSTAŃCZEJ WARSZAWIE ZGINĘLI ŚMIERCIĄ LOTNIKA CZŁONKOWIE ZAŁOGI LIBERATORA EV 961 Z 178 DYWIZJONU BOMBOWEGO LOTNICTWA BRYTYJSKIEGO CZEŚĆ ICH PAMIĘCI |  | IN THIS PLACE ON THE NIGHT OF 14 AUGUST 1944 WHILST BRINGING HELP TO THE WARSAW UPRISING THE CREW OF 178 BOMBER SQUADRON ROYAL AIR FORCE LIBERATOR EV 961 GAVE THEIR LIVES WE SALUTE THEIR MEMORY |

na tle sylwetki samolotu lista nazwisk załogi:
F/O G.D. MacRAE RCAF
Lt P.C. GOOTS SAAF
Sgt J.E. PORTER RAF/VR
Sgt R.M.C. SCOTT RAF/VR
F/S H.V. McLANAHAN RAF/VR
Sgt A. SHARPE RAF/VR
data odsłonięcia pomnika
i płytka upamiętniająca odsłonięcie:
| POMNIK TEN ZOSTAŁ ODSŁONIĘTY W DNIU 4 LISTOPADA 1988 r. PRZEZ PANIĄ MARGARET THATCHER PREMIERA WIELKIEJ BRYTANII W OBECNOŚCI SGT HENRY LLOYD LANE JEDYNEGO OCALAŁEGO Z ZAŁOGI ZESTRZELONEGO SAMOLOTU |  | THIS MEMORIAL WAS UNVEILED ON THE 4 NOVEMBER 1988 BY MARGARET THATCHER THE PRIME MINISTER OF GREAT BRITAIN IN THE PRESENCE OF SGT HENRY LLOYD LANE THE ONLY SURVIVOR OF THIS AIRCRAFT |

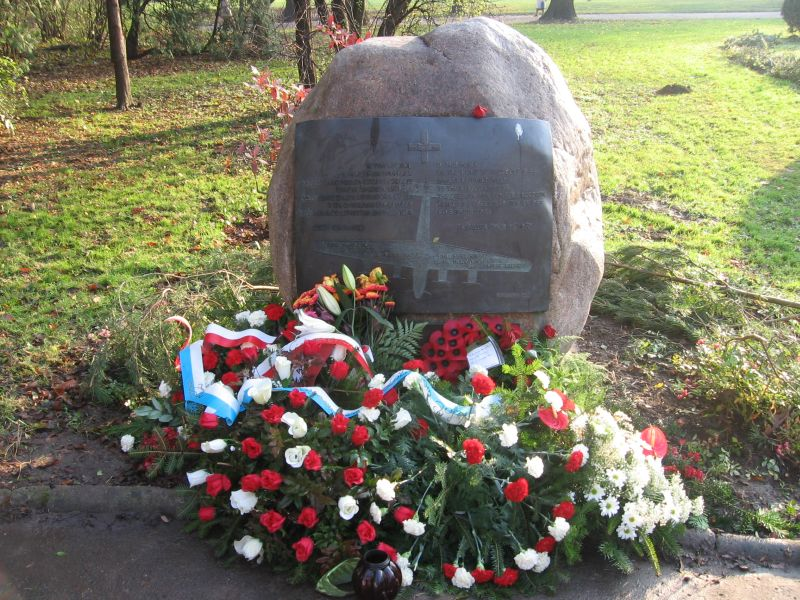
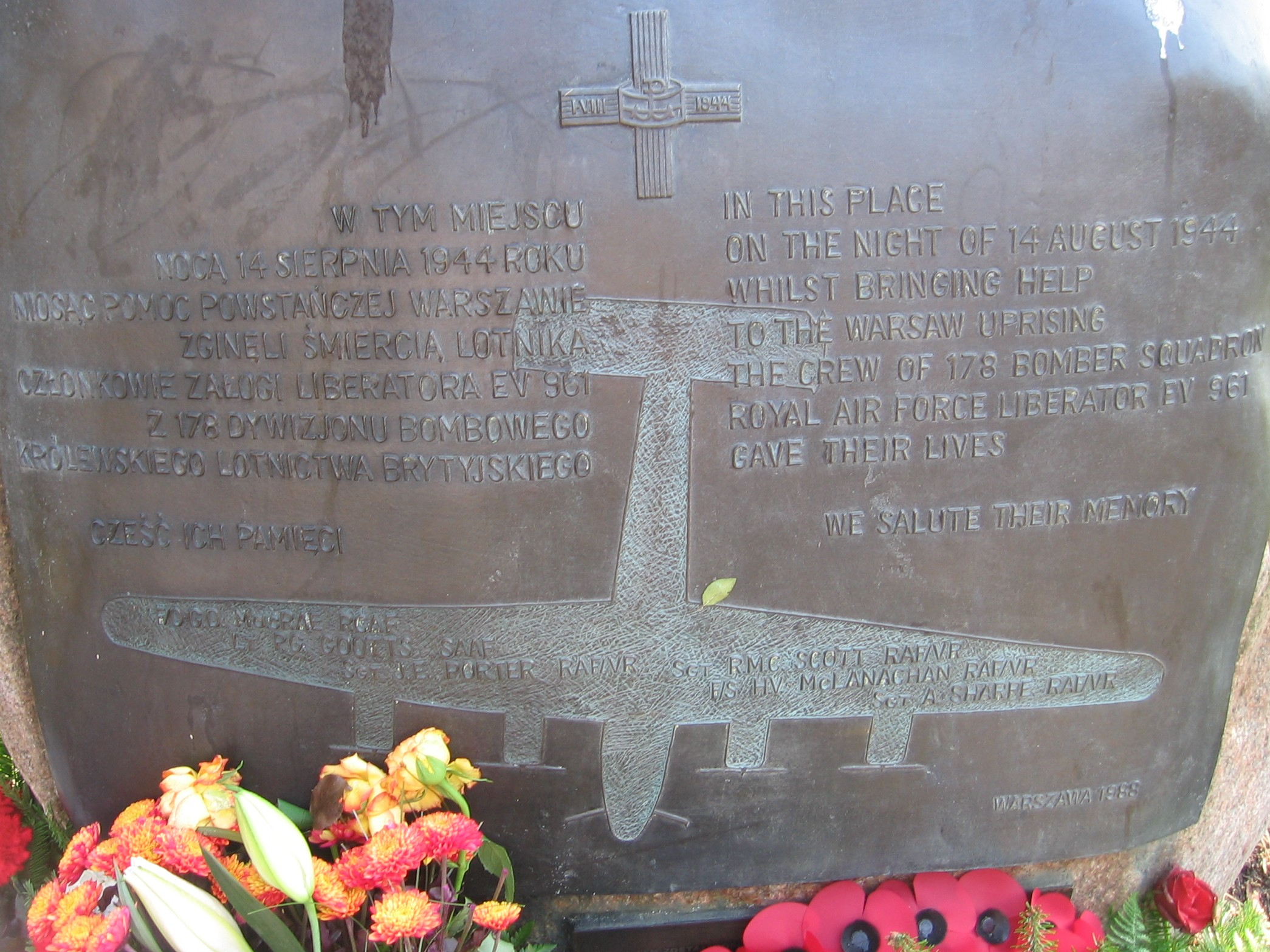
Pomnik pamięci załogi brytyjskiego Liberatora – zbliżenie napisu
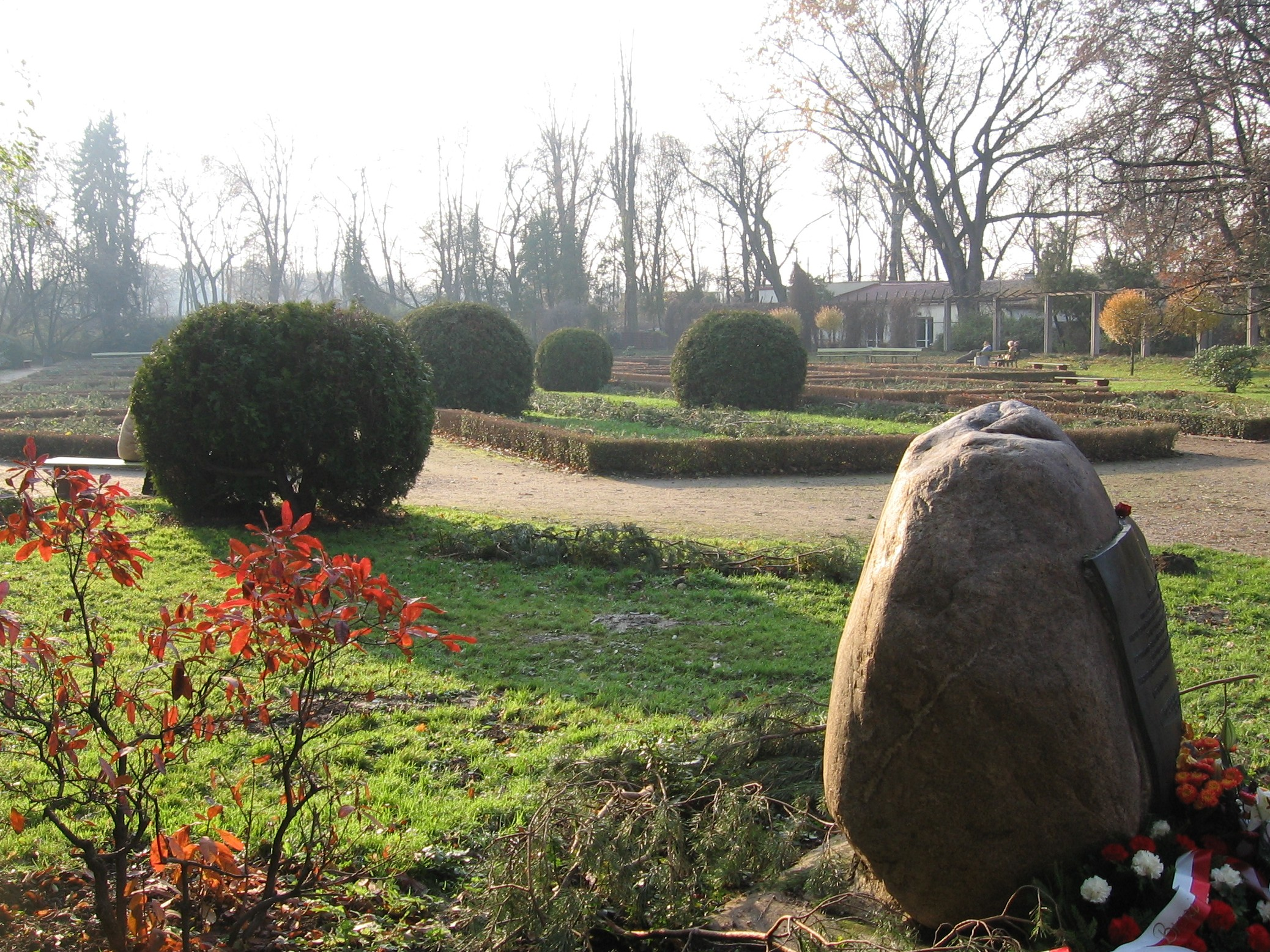
Pomnik na tle rozarium

## Płyta pamięci Saperów Polskich Armii Krajowej
Tekst na pomniku
W TYM REJONIE

W PIERWSZEJ GODZINIE POWSTANIA WARSZAWSKIEGO

1944 ŻOŁNIERZE ARMII KRAJOWEJ

1. ZGRUPOWANIA SAPERÓW PRASKICH

„CHWACKIEGO”

STOCZYLI WALKĘ Z ODDZIAŁAMI NIEMIECKIMI

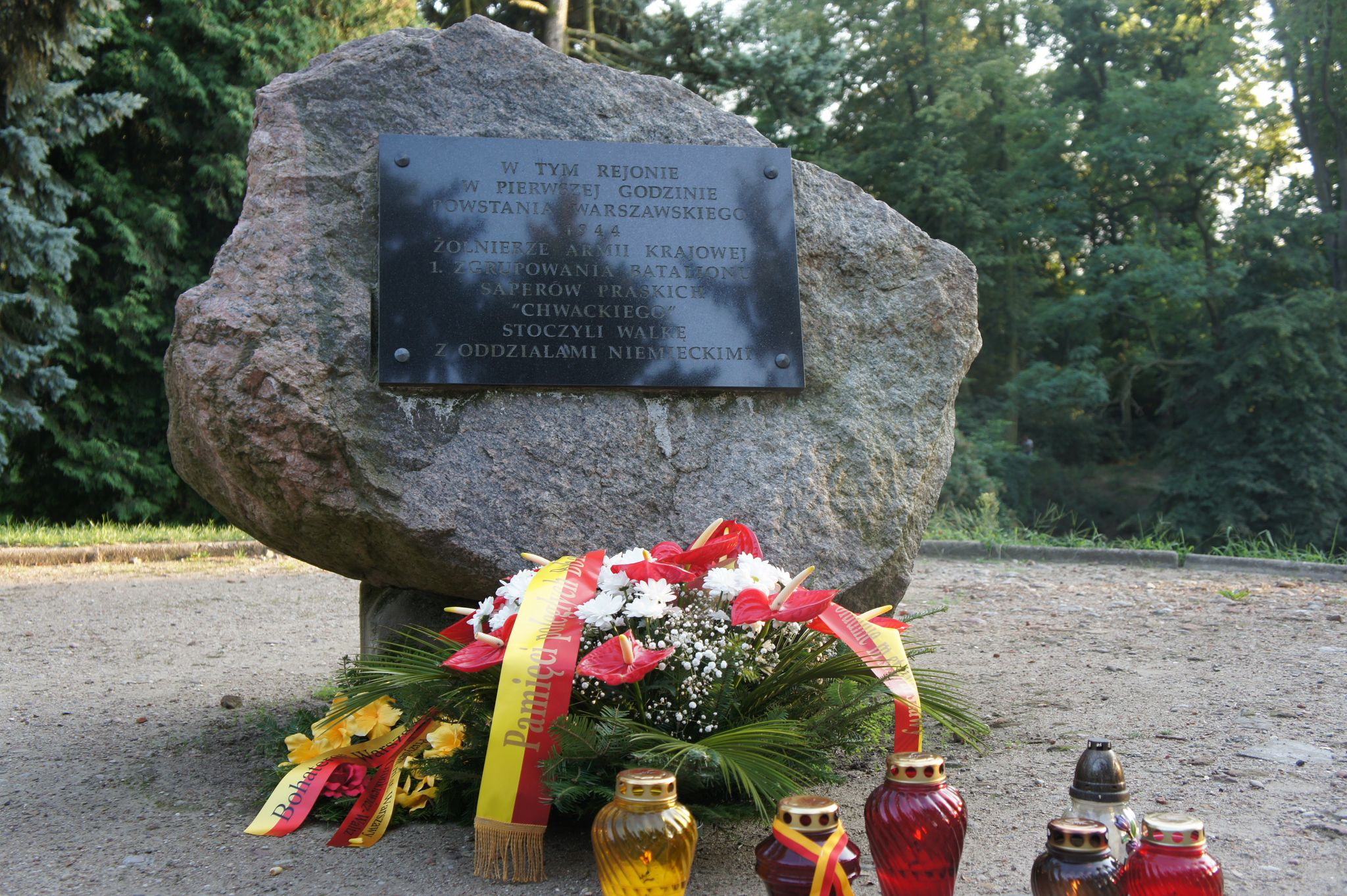

## Płyta pamięci poległych w II wojnie światowej Sportowców-Akademików
Płyta pamięci poległych w II wojnie światowej Sportowców-Akademików – pomnik ku czci poległych w II wojnie światowej sportowców Akademickiego Związku Sportowego.
Pomnik w kształcie głazu postawiono przy głównej alei okalającej park, koło kortów tenisowych AZS.
Tekst na pomniku
PAMIĘCI SPORTOWCÓW, DZIAŁACZY I TRENERÓW AKADEMICKIEGO ZWIĄZKU SPORTOWEGO

POLEGŁYCH W WALKACH ZBROJNYCH, OFIAR OBOZÓW I WIĘZIEŃ –

ZMARŁYCH W LATACH 1939–1945 – AKADEMICKI ZWIĄZEK SPORTOWY

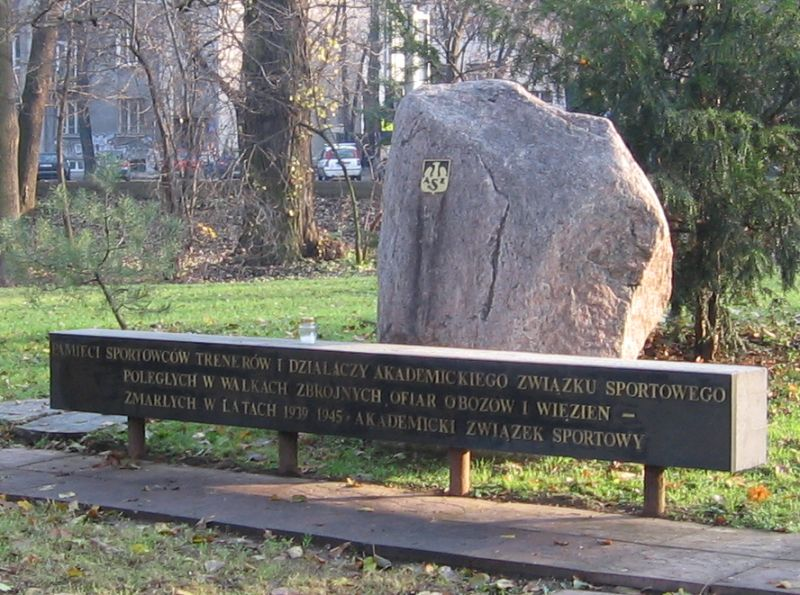

## Kapliczka wykonana przez architekta Janusza Alchimowicza
Zabytkowa kapliczka Janusza Alchimowicza – kapliczka autorstwa Janusza Alchimowicza. Wykonana została w 1937 roku. Uzyskała wówczas nagrodę Instytutu Propagandy Sztuki i trafiła na międzynarodową wystawę Sztuka i Technika w Paryżu.
Kapliczka stoi w bocznej alejce, w pobliżu sztucznego wodospadu w parku Skaryszewskim.

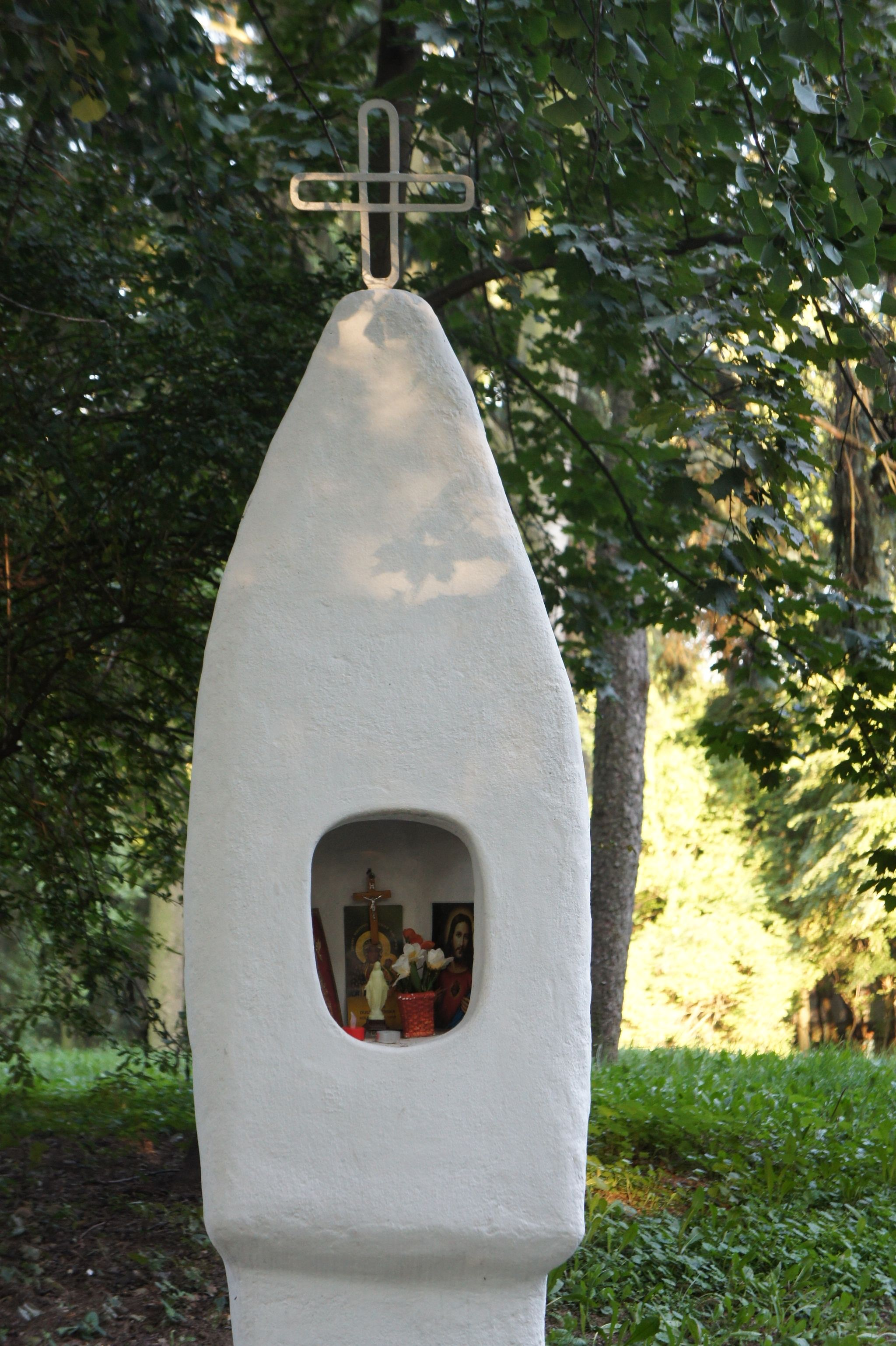
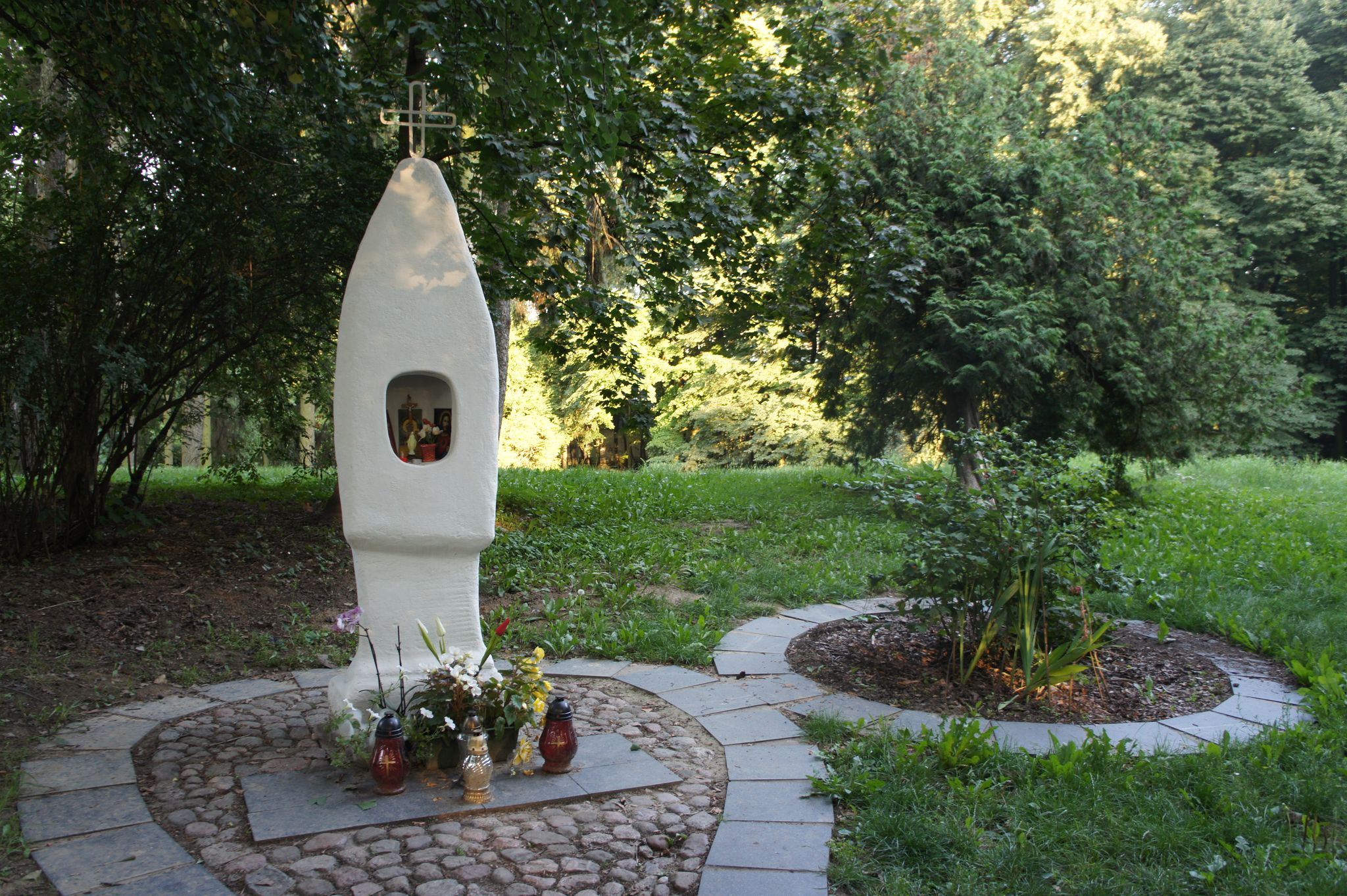

## Pomnik Polaków – Ofiar Ataku Terrorystycznego w Nowym Jorku z 11 września 2001
Pomnik Polaków – Ofiar Ataku Terrorystycznego w Nowym Jorku z 11 września 2001 znajduje się przy głównej alei parku, przy wejściu od strony Ronda Waszyngtona – po lewej stronie.
Monument w formie prostokątnej płyty z czarnego granitu umieszczonej na postumencie z wyrytymi nazwiskami sześciu polskich ofiar zamachu na World Trade Center został odsłonięty w pierwszą rocznicę zamachu, 11 września 2002, przez prezydenta Aleksandra Kwaśniewskiego. W uroczystości wzięli udział przedstawiciele rodzin ofiar oraz nowojorscy policjanci.
Treść napisu w języku polskim:
| „PAMIĘCI OFIAR ATAKU TERRORYSTYCZNEGO NA WORLD TRADE CENTER W NOWYM JORKU 11 WRZEŚNIA 2001 ROKU W HOŁDZIE POLAKOM KTÓRZY STRACILI WÓWCZAS ŻYCIE Maria JAKUBIAK Dorota KOPICZKO Jan MACIEJEWSKI Łukasz MILEWSKI Anna PIETKIEWICZ Norbert SZURKOWSKI I INNYM NIEZNANYM Z NAZWISKA RZECZPOSPOLITA POLSKA 11 WRZEŚNIA 2002 R.” |

Treść napisu w języku angielskim
| „IN MEMORY OF THE VICTIMS OF THE TERRORIST ATTACK ON THE WORLD TRADE CENTER, NEW YORK SEPTEMBER 11, 2001. IN HOMAGE TO POLES THAT PASSED AWAY THERE Maria JAKUBIAK Dorota KOPICZKO Jan MACIEJEWSKI Łukasz MILEWSKI Anna PIETKIEWICZ Norbert SZURKOWSKI AND TO OTHERS UNKNOWN BY NAME REPUBLIC OF POLAND SEPTEMBER 11, 2002” |

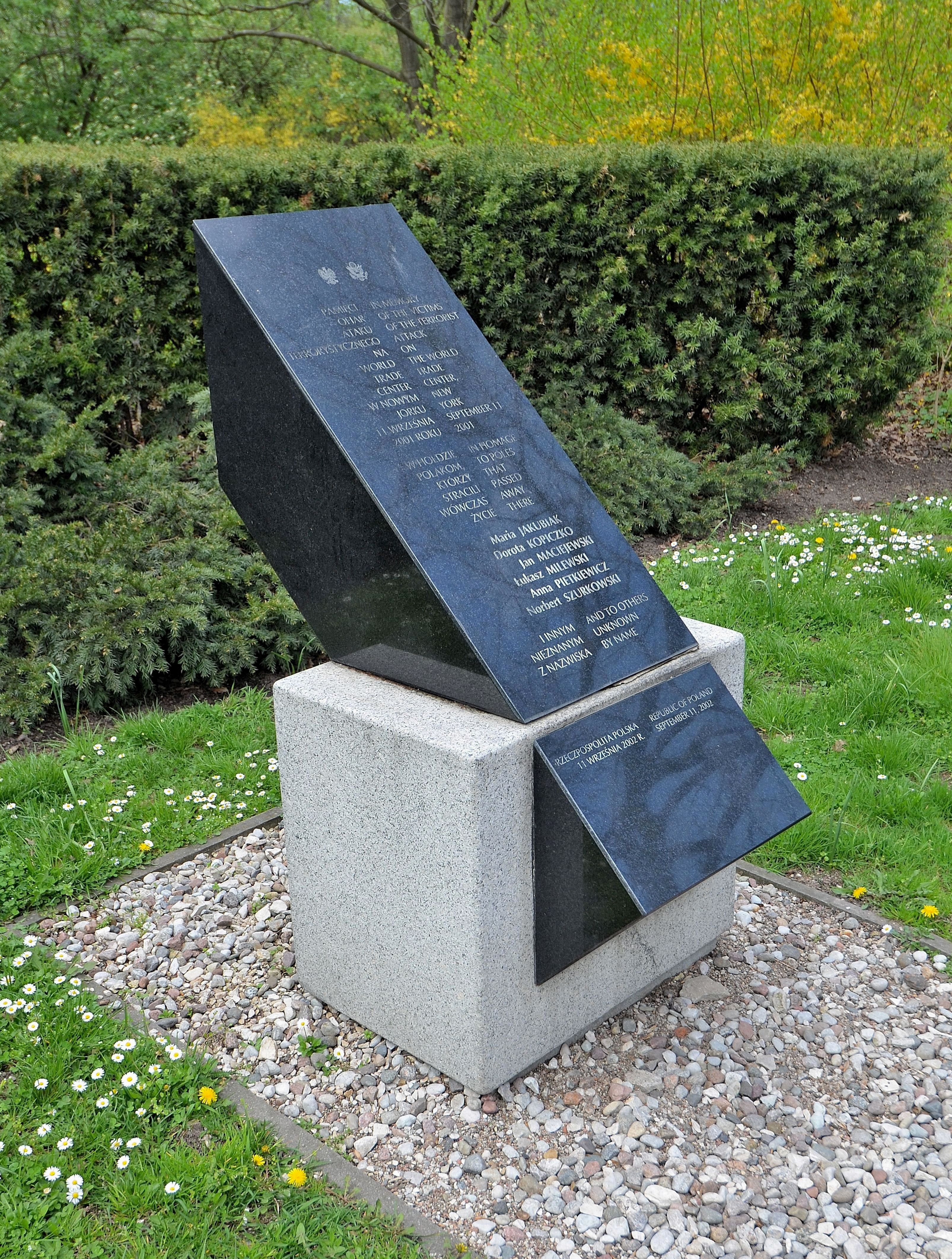
Widok ogólny upamiętnienia
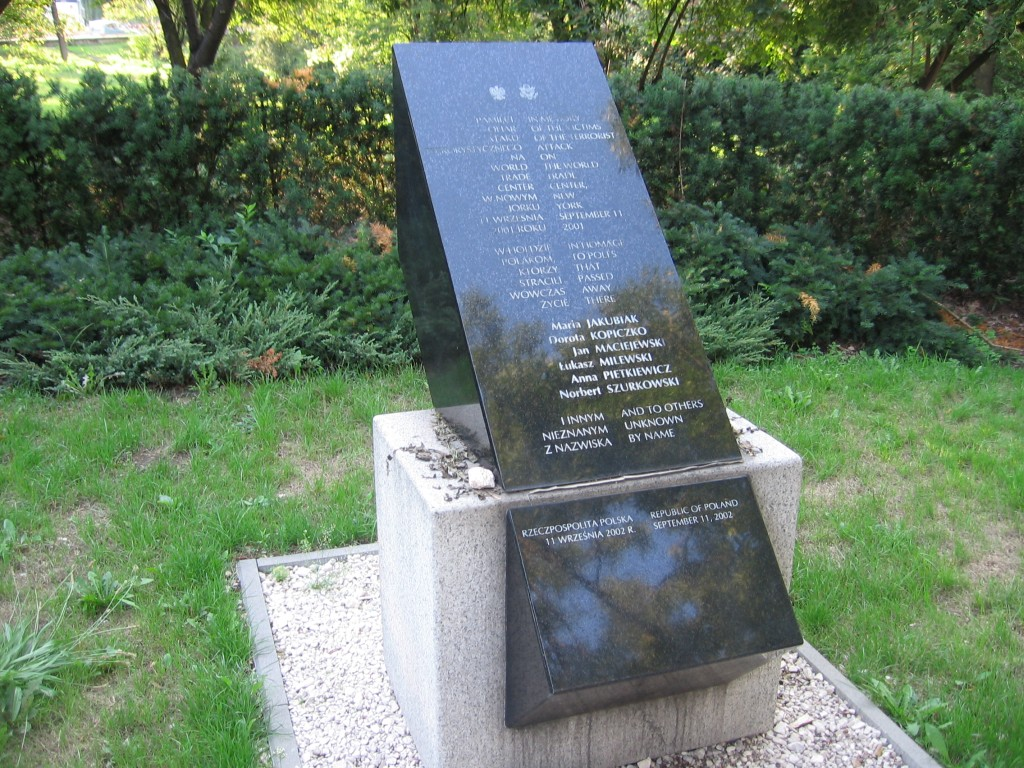
Granitowa płyta z wyrytymi nazwiskami ofiar zamachu
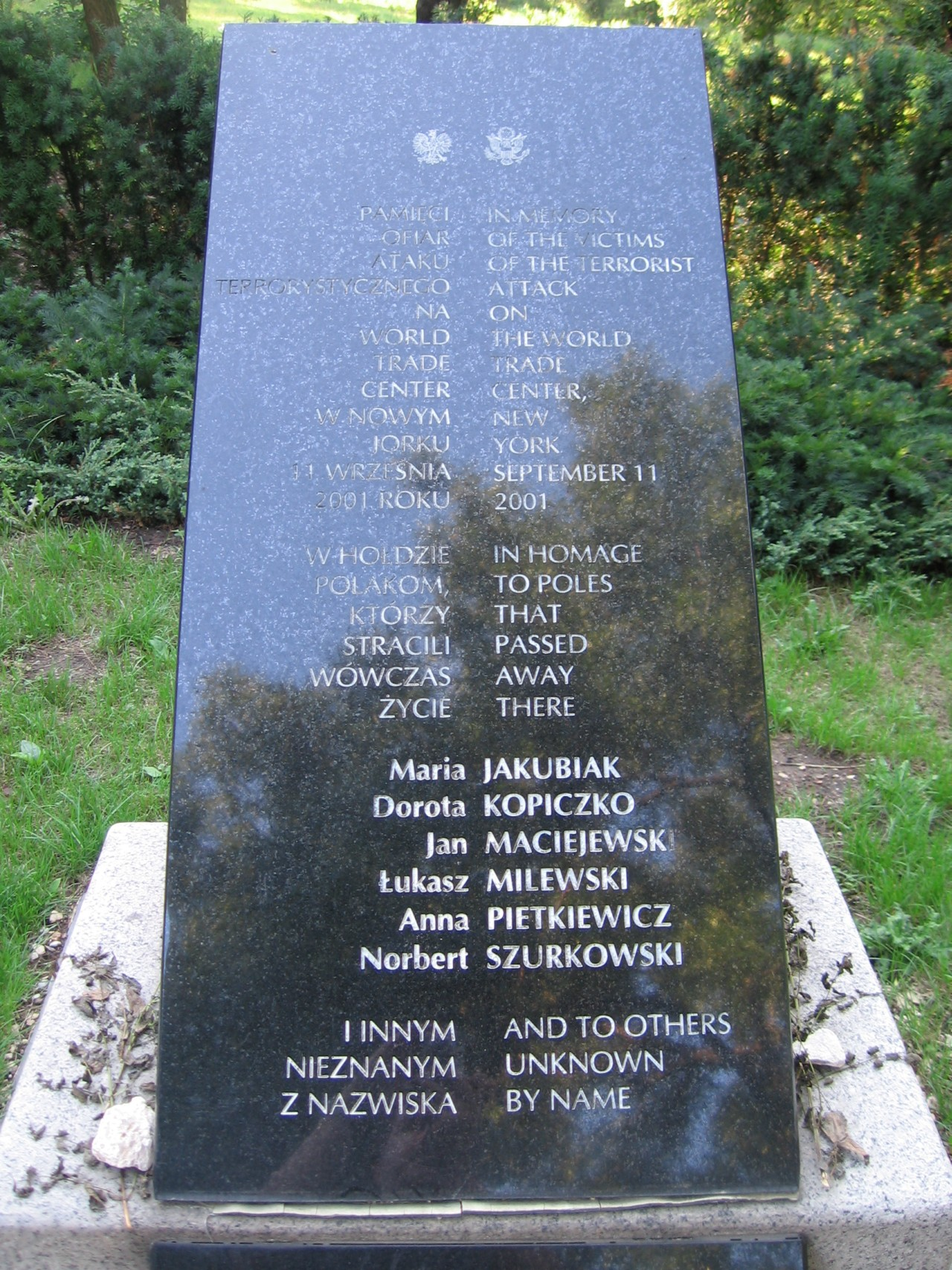
Napisy na płycie

## Faun
- Faun (1931/2022) – przedwojenna rzeźba kubistyczna w stylu art déco[3][4]. Jej replika została odsłonięta 9 sierpnia 2022[5].

## Rzeźby i pomniki nieistniejące
- Pomnik Wdzięczności Żołnierzom Armii Radzieckiej